# Municipio de South Fayette
El municipio de South Fayette (en inglés: South Fayette Township) es un municipio ubicado en el condado de Allegheny en el estado estadounidense de Pensilvania.

## Geografía
El municipio de South Fayette se encuentra ubicado en las coordenadas 40°20′53″N 80°08′41″O / 40.34806, -80.14472.

## Demografía
En el año 2000 tenía una población de 12.271 habitantes y una densidad poblacional de 232.9 personas por km².Según la Oficina del Censo en 2000 los ingresos medios por hogar en la localidad eran de $53,739 y los ingresos medios por familia eran $65,473. Los hombres tenían unos ingresos medios de $48,750 frente a los $33,534 para las mujeres. La renta per cápita para la localidad era de $26,082. Alrededor del 4,2% de la población estaban por debajo del umbral de pobreza.
Para el año 2020, la población censada era de 18.358 habitantes. Del total, 14.740 eran blancos, 28 amerindios, 2.266 asiáticos, 376 afroamericanos, 363 hispanos o latinos, 4 isleños del Pacífico, 126 de otra raza y 818 de dos o más razas.